# Spada
Spada — зенітний ракетний комплекс середнього радіусу дії розроблений наприкінці 1970-х — початку 1980-х італійською компанією Alenia (нині MBDA). Використовує зенітні керовані ракети Aspide (створені також в Італії на основі ракет AIM-7/RIM-7 Sparrow).
Батареї Spada перебувають на озброєнні як Повітряних сил Італії, так й Сухопутних військ Італії з 1987 року. У ВМС Італії ця система отримала назву Альбатрос.
Була поставлена на експорт до Іспанії та Пакистану в модернізованій версії Spada 2000.

## Версії

### Spada
Зенітний ракетний комплекс Spada був розроблений в 1970-ті роки на терміновий запит Італійських військово-повітряних сил отримати засіб прикриття авіабаз, сховищ, та інших важливих об'єктів.
Заради скорочення термінів та вартості розробки було вирішено використати наявні складові з доведеною ефективністю. Зокрема, зенітні керовані ракети Aspide Mk 1 на той час успішно використовували в корабельних ППО. Як оглядово-пошукову РЛС було обрано модифіковану Selenia Pluto (діапазони частот E та F), а радар підсвічування цілей було створено на основі корабельного Alenia Orion 30X (діапазон частот J).
Перші випробування відбулись уже в 1977 році. Перша батарея заступила на бойове чергування в 1983 році.
Типова батарея має такий склад:
- пункт виявлення цілей з оглядово-пошуковою РЛС та командним центром
- від одного до чотирьох вогневих вузлів, в складі кожного пункт управління, РЛС підсвічування цілі, телевізійна система для візуальної ідентифікації цілі та контролю застосування ракет, від однієї до трьох пускових установок з шістьма ракетами кожна.

Вогневі вузли можуть перебувати на відстані до 5 км від пункту виявлення цілей.
Ракета Aspide Mk 1 здатна вражати цілі з імовірністю 0.7 на відстані до 18 км та на висоті до 6 км.
Таким чином, одна батарея здатна покрити захистом площу близько 800 км² та має до 72 готових до застосування зенітних керованих ракет. Ракети знаходяться в герметичних контейнерах.

### Spada 2000

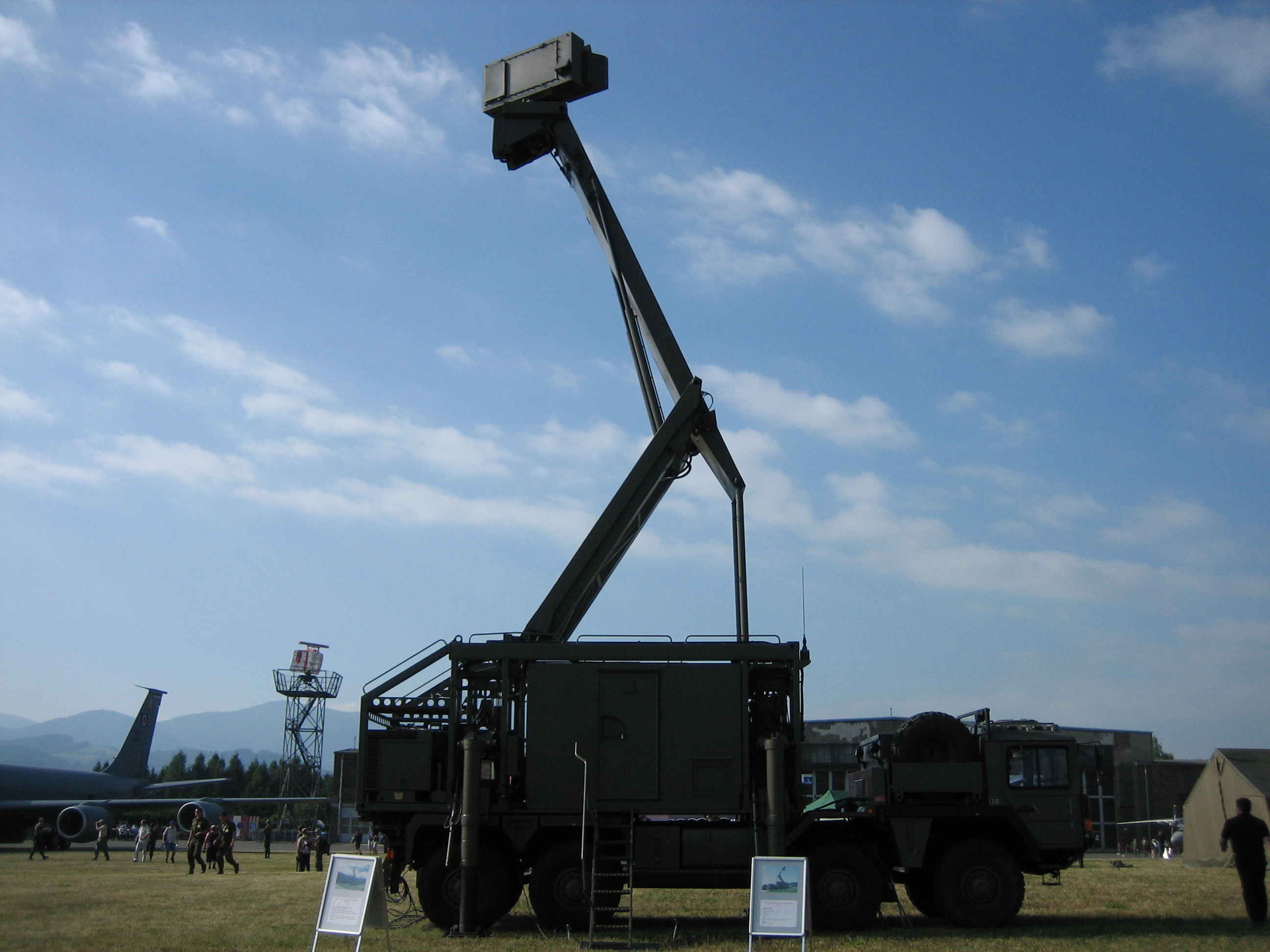
Пункт виявлення цілей використовує РЛС RAC-3D

Глибока модернізація базової системи розроблена в 1990-ті. Розробник заявляє, що дана установка покриває захистом площу близько 2000 км².
Типовий склад комплексу:
- пункт виявлення цілей (він же пункт управління батареєю)
- 2 вогневих вузли (можна збільшувати до 4)
- кожен вогневий вузол має пункт управління, РЛС відстеження та підсвічування цілі та до 2 пускових установок по 6 ракет Aspide 2000 кожна.

Крім того, в систему можливо інтегрувати до 10 зенітних установок малого радіусу дії (V-SHORAD), які знаходитимуться на відстані до 10 км від пункту виявлення цілей (зокрема, це можуть бути артилерійські установки Oerlikon GDF, Bofors L/70 або OTO Melara Porcupine).
Система здатна обстрілювати одночасно до 4 цілей, ефективний радіус ракет — не менше 20 км.
Пункт виявлення цілей використовує РЛС Thales RAC-3D (раніше Selex Sistemi Integrati та Alenia Marconi Systems). В РЛС втілено низку заходів захисту від засобів радіоелектронної протидії, вона здатна відстежувати водночас до 100 цілей в радіусі до 60 км. Розкладна щогла піднімає антену РЛС на висоту до 13 м.
Вогневий вузол складається з пункту управління (з одним оператором), РЛС відстеження та підсвічування цілі та до двох пускових установок по шість зенітних керованих ракет кожна.
Всі модулі мобільні, можливо перевозити як автомобільним транспортом, залізницею, літаками (зокрема, C-130).

## Тлумачення назви
«Spada» — італійське слово, що означає «шпага» або «меч». Spada також є абревіатурою від «Sistema di Punto Automatizzato per la Difesa Aerea» або українською «Автоматизована система протиповітряної оборони для захисту об'єктів».

## Оператори
- Італія, станом на 2023 рік
- Пакистан: Spada 2000, станом на 2023 рік

### Іспанія
Іспанія мала на озброєнні щонайменше дві батареї Spada 2000, отримані в 1998 році. Натомість, станом на 2023 рік, на озброєнні перебували 13 батарей Skyguard/Aspide.

### Пакистан
В 2007 році була підписана угода на придбання 10 батарей Spada 2000, 750 зенітних керованих ракет Aspide 2000 та створення двох сервісних центрів. Вартість угоди склала близько €415 млн. Перша батарея була передана в лютому 2010 року, а остання з числа замовлених мала бути передана в 2013 році.
Комплекси Spada 2000 мають стати на заміну наявних в країні комплексів Crotale (модернізованих до варіанта Crotale 4000 в 2000-х) та будуть розгорнуті для прикриття аеропорту в Ісламабаді, важливих військово-повітряних баз та ядерного комплексу в Хушабі.

### Таїланд
В 1986 році ВПС Таїланду замовили, а в 1988 році вже отримали батарею Spada. Вибір було зумовлено, зокрема, тим, що ВМС країни уже мали досвід застосування ракет Aspide у корабельних комплексах Albatros.

### Україна
В червні 2022 року Іспанія оголосила про виділення пакету допомоги Україні до складу якого, серед іншого, мали увійти комплекси SHORAD Aspide. Проте, про який саме комплекс йдеться — Spada чи Skyguard/Aspide вказано не було.
В лютому 2023 року прем'єр-міністр Італії Джорджа Мелоні під час спільного брифінгу з президентом України Володимиром Зеленським в Києві повідомила про виділення пакету допомоги Україні. До його складу мали увійти системи ППО FSAF SAMP/T та Spada.